# 10. Arrondissement (Paris)

Logo der mairie des 10. Arrondissements

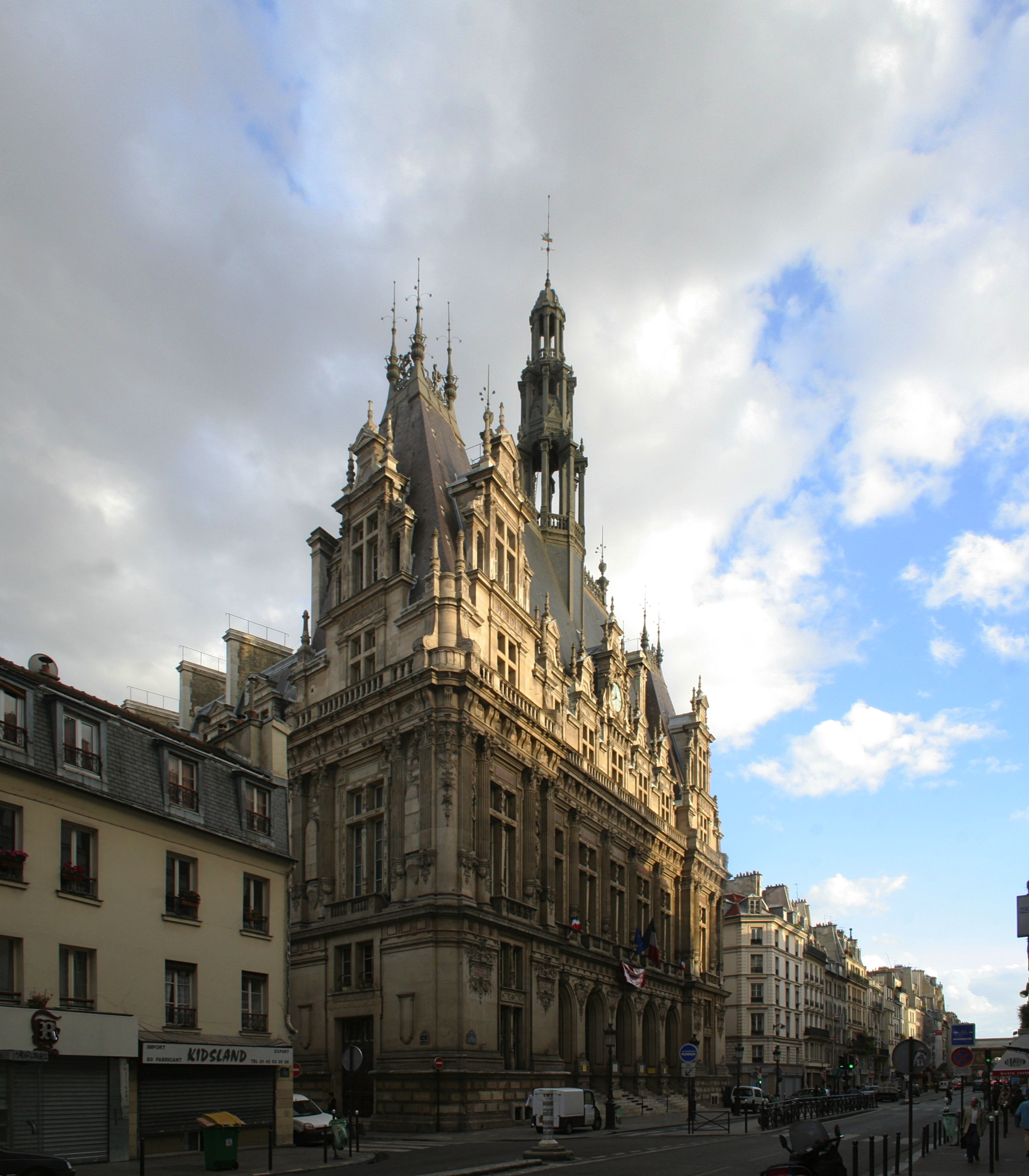
Rathaus des 10. Arrondissements

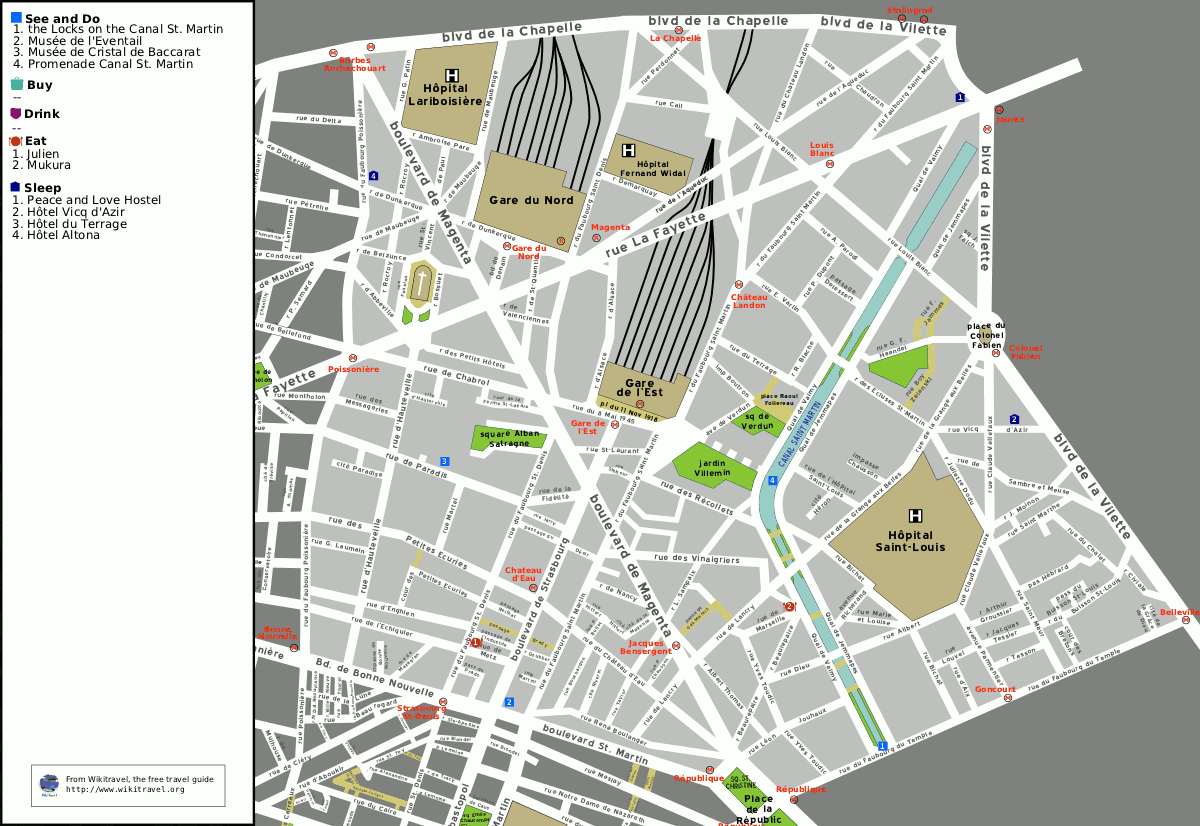
Plan des 10. Arrondissements

Viertel im 10. Arrondissement

Das 10. Pariser Arrondissement, das Arrondissement de l’Entrepôt, ist eines von 20 Pariser Arrondissements. Es liegt am nordöstlichen Rand des historischen Zentrums. Seine Struktur wird vor allem von den beiden Bahnhöfen Gare de l’Est und Gare du Nord sowie dem das Arrondissement quer passierenden Canal Saint-Martin bestimmt. Seine Erschließung erfolgte vor allem im 19. Jahrhundert; heute ist es ein stark multikulturell geprägter Bezirk mit Quartieren unterschiedlichen Charakters und Zuschnitts.

## Geographische Lage
Das 10. Arrondissement liegt auf dem rechten Seineufer. Es grenzt im Südosten an das 11. Arrondissement, im Osten an das 19. Arrondissement im Süden an das 3., im Westen an das 9. und im Norden an das 18. Arrondissement. Im Uhrzeigersinn umfasst wird es – vom Place de la République an seiner südlichen flachen Spitze nach Westen hin ausgehend – von Boulevard Saint-Martin und Boulevard de Bonne Nouvelle, an seiner Westseite von der Rue du Faubourg Poissonnière, an seiner Nordseite vom Boulevard de la Chapelle und an seiner Ostseite vom Boulevard de la Villette. Begrenzung von der Südostecke bis zum Place de la Republique ist die Rue du Faubourg du Temple.
Markante Punkte innerhalb des Bezirks sind vor allem die beiden Bahnhöfe Gare de l’Est und Gare du Nord. Für den Schienenverkehr in Richtung Nord und Nordost zuständig, nehmen sie mit ihren Gleisanlagen das Gros der nördlichen Arrondissementhälfte in Beschlag. Die südöstliche Ecke wird vom Canal Saint-Martin vom Rest des Bezirks abgetrennt. Kommend vom Bassin de la Villette, quert er das Arrondissement als offen darliegender Kanal, bevor er – kurz vor seiner Querung der Rue du Faubourg de Temple – in überbauter Form weiterverläuft. Zentrale Straßen sind die Boulevard de Magenta (in Nord-Süd-Richtung) und die Rue La Fayette (in West-Ost-Richtung).
Eine historisch bedeutsame Rolle im Westteil des Arrondissements hat die Rue du Faubourg Saint-Denis – die nach Norden hin fortgesetzte Rue Saint-Denis. Die von beiden Straßen gebildete Achse verläuft linksseitig parallel zum Boulevard de Sébastopol beziehungsweise dessen zum Gare de l’Est führende Fortsetzung Boulevard de Strasbourg. Auf der rechten Seite werden die beiden Boulevards flankiert von der Achse Rue Saint-Martin und – innerhalb der Arrondissementgrenzen – der Rue du Faubourg Saint-Martin. In letzterer befindet sich auch das Rathaus des Bezirks. Weitere markante Punkte sind die beiden Pforten Porte Saint-Denis und Porte Saint-Martin an der Südflanke des Bezirks sowie die großen Metro-Umsteigestationen Barbès – Rochechouart in der Nordwest- sowie nahe des Bassin de la Villette in der Nordostecke (Stalingrad und Jaurès).
Die Topografie des Bezirks verläuft speziell in seinen nördlichen Bereichen leicht ansteigend – allerdings nicht so deutlich und stetig wie im westlich gelegenen, auf die Höhen von Montmartre hinführenden 9. Arrondissement. Die vier Quartiere weisen eine unterschiedliche Prägung auf. Die Urbanisierung der beiden südlich gelegenen – Quartier de la Porte-Saint-Denis und Quartier de la Porte-Saint-Martin – begann bereits im 18. Jahrhundert. Strukturell sind sie von Altbauten sowie nachbarschaftlich orientierter Dienstleistungswirtschaft geprägt. Mit einer vorwiegend gründerzeitlichen Bebauung warten auch die beiden Quartiere im Norden und Osten auf. Das im Norden gelegene Quartier Saint-Vincent-de-Paul beinhaltet die beiden großen Bahnhöfe, das den Osten des Arrondissements einnehmende Quartier de l’Hôpital Saint-Louis das gleichnamige Krankenhaus.

## Geschichte
Bis weit ins Mittelalter hinein gehörte Gebiet des heutigen 10. Arrondissements zum ländlichen Umland außerhalb der Stadt, deren Siedlungskern sich damals auf die Île de la Cité sowie deren nähere Umgebung auf dem linken und rechten Seineufer beschränkte. Die fruchtbaren Böden und die Nähe zu wichtigen Straßenverbindungen prädestinierten es für landwirtschaftliche Nutzung, die Begründung von Klöstern und später für die ersten Vorstädte (Faubourgs). Auch die Entfernung war überschaubar: Sowohl zum Stadtkern als auch zu dem auf dem Butte Montmartre präsenten Kloster betrug die Luftlinienentfernung rund zwei Kilometer. Ein frühes Monument dieser frühen Besiedlungsphase ist die Kirche Saint-Laurent: In ihrer heutigen Form wurde sie zwar erst im Spätmittelalter errichtet. Zuvor befand sich auf ihren Gebiet jedoch ein Kloster, welches auf die merowingische Zeit zurückgeht und im Zug der Wikingerüberfälle zerstört wurde.
Mit dem Bau der Stadtmauer von Philipp-August gegen Ende des 12. Jahrhunderts wurde das Zentrum der Stadt klar von den umliegenden Gebieten abgegrenzt. Das heutige 10. Arrondissement blieb größtenteils außerhalb dieser Befestigungslinie und begann eine Funktion als Vorstadt („faubourg“) zu übernehmen. Die Faubourgs Saint-Denis und Saint-Martin entstanden als Siedlungen entlang der wichtigen Straßen nach Norden, die durch die beiden gleichnamigen Stadttore führten. Diese Achsen – nach Norden ausgerichtet und von den beiden Verlängerungsstraßen Rue de Faubourg Saint-Denis und Rue du Faubourg Saint-Martin gebildet – entwickelten sich rasch zu wirtschaftlich bedeutenden Handels- und Handwerkszonen.
Ein dritter Vorstadt-Ansiedlungspunkt bildete sich im Spätmittelalter heraus: der im Südosten des heutigen Bezirks gelegene, ins 11. Arrondissement hineinreichende Faubourg du Temple entlang der gleichnamigen Straße. Der Temple-Faubourg war als Exklave der alten Templer-Siedlung (3. Arrondissement) entstanden – einer Kommende des Tempelritter-Ordens, die – aufgrund von Konflikten mit der monarchistischen Zentralgewalt – im 14. Jahrhundert zwangsweise aufgelöst worden war. In seiner Peripherie entstand 1607 das – bis heute als Krankenhaus genutzte – Pestkranken-Sanatorium Hôpital Saint-Louis. Eine ähnlichen Zwecken dienende Einrichtung war das Hôpital Saint-Lazare – eine Leprakranken-Station, die 1632 von dem in der Armenfürsorge tätigen Priester Vincent de Paul gegründet worden war und nach der Französischen Revolution nacheinander als psychiatrische Anstalt, Arbeitshaus sowie Haftanstalt für Frauen fungierte.

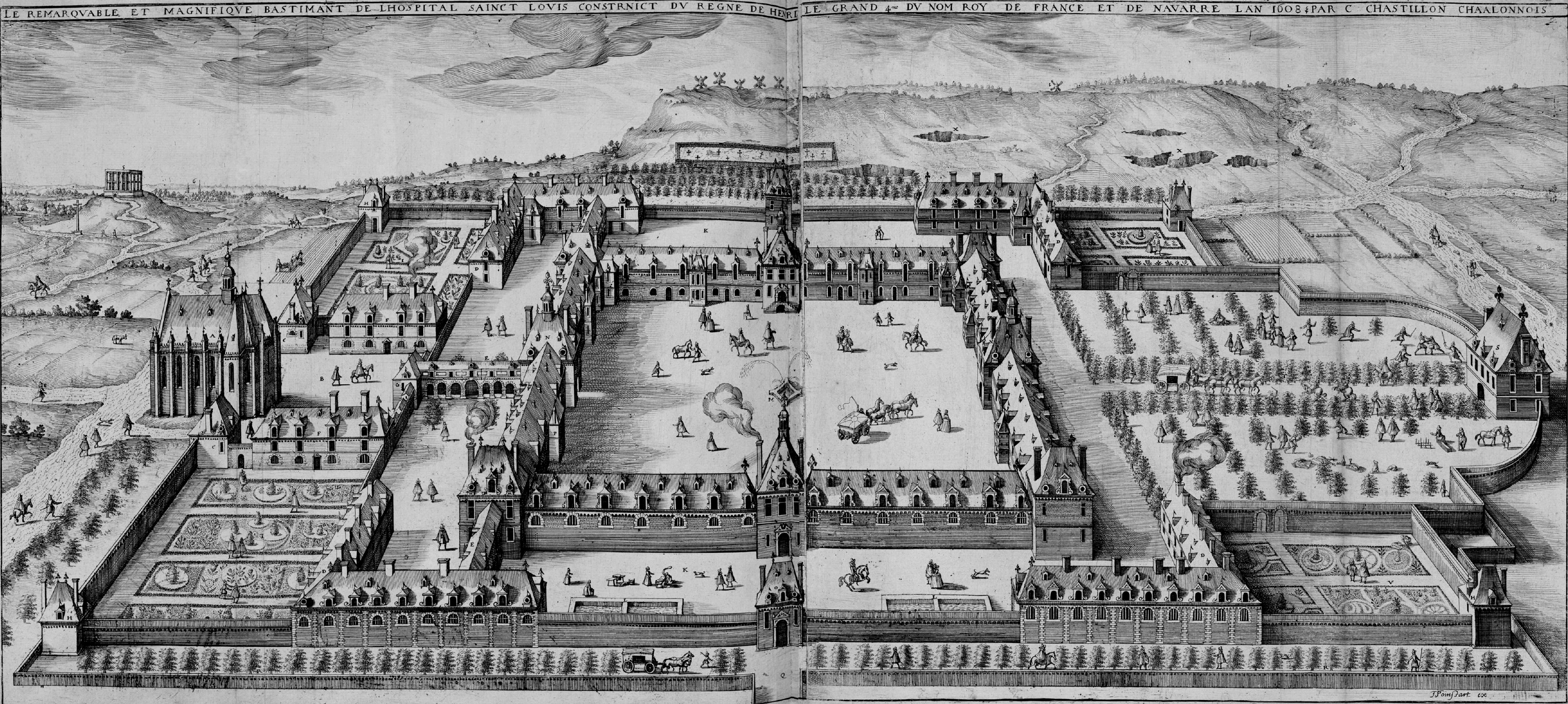
Hôpital Saint-Louis. Stich von 1608

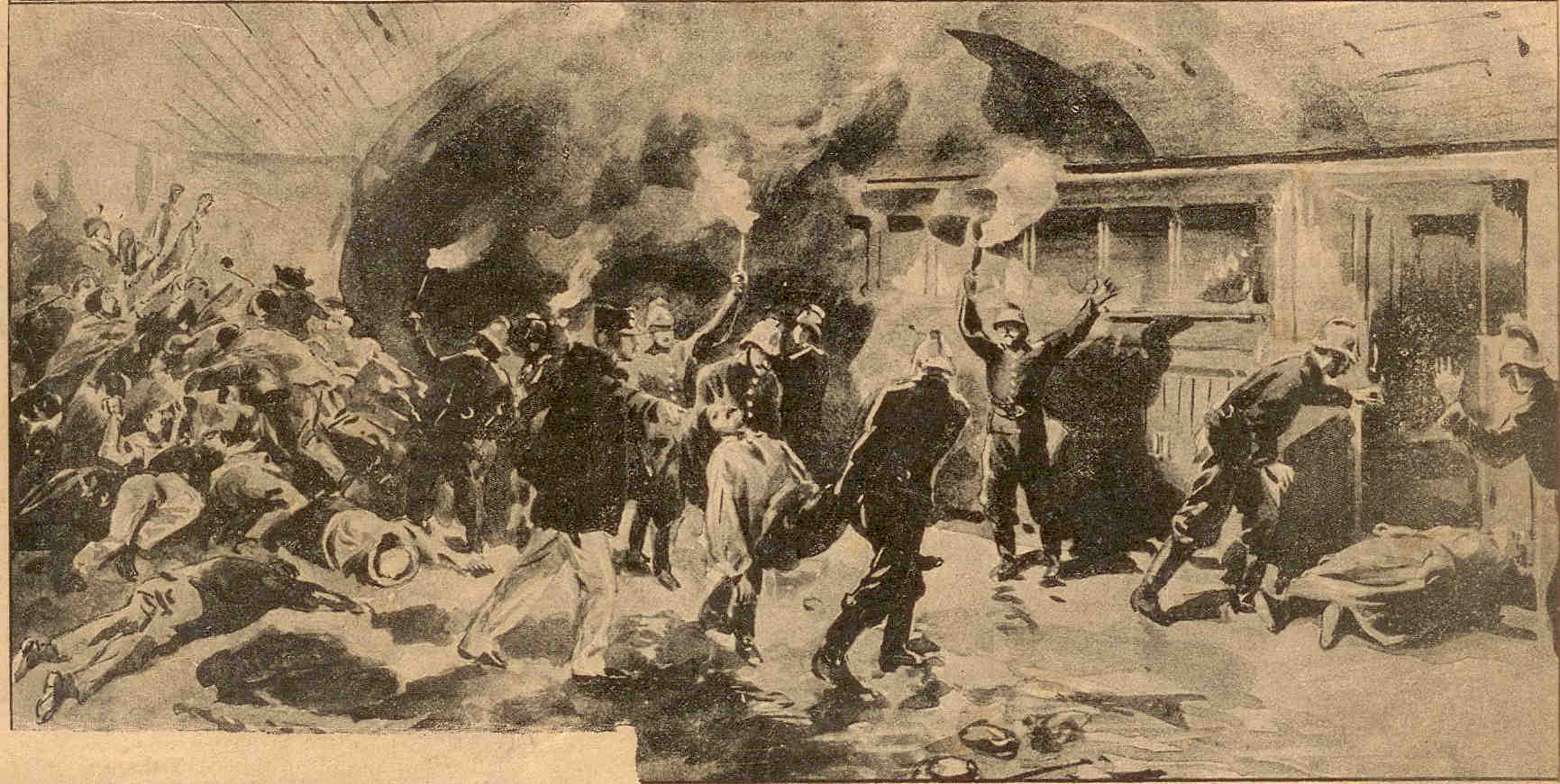
Métro-Zugunglück 1903. Zeichnung aus L'Actualité

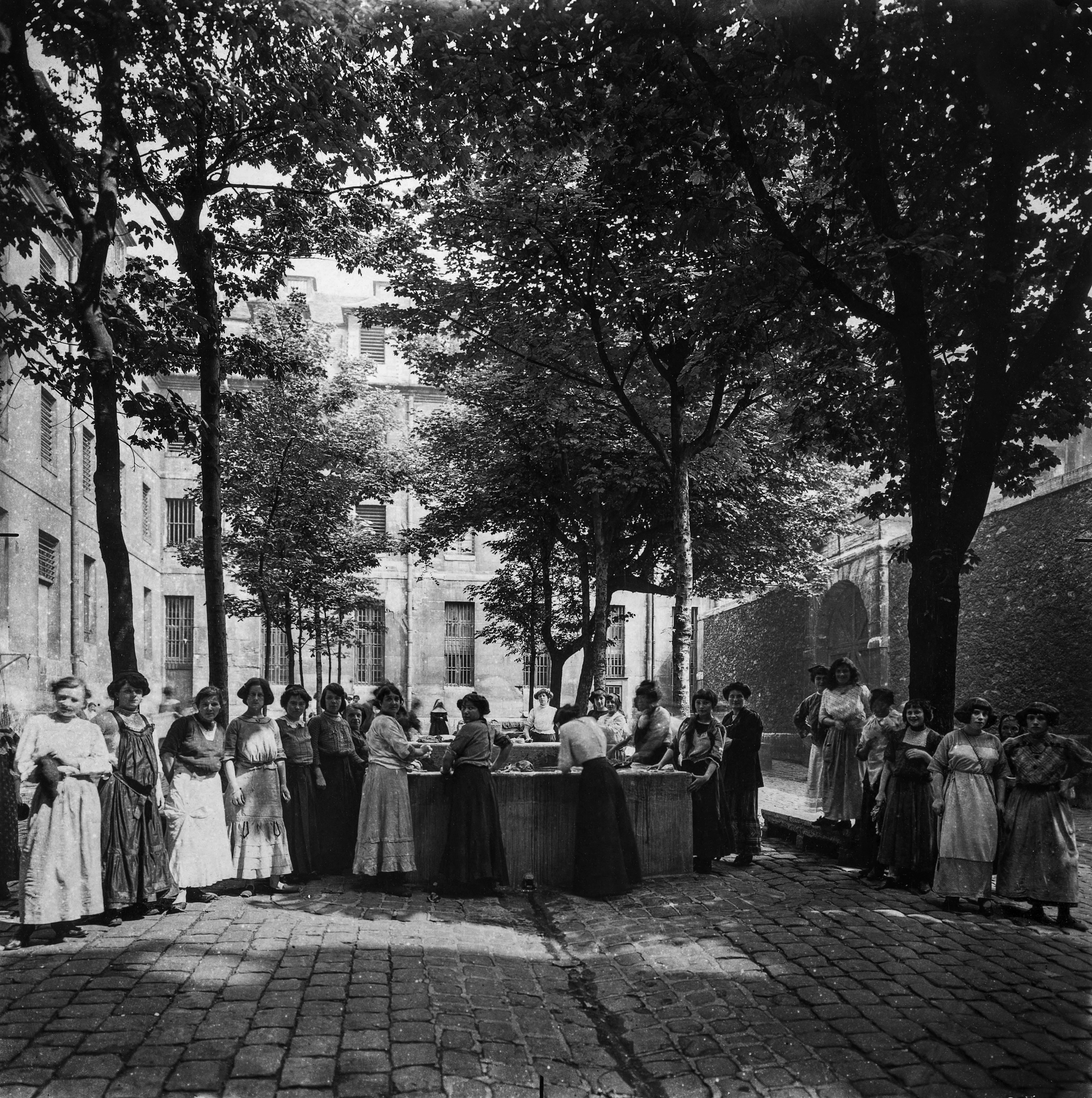
Frauengefängnis Saint-Lazare. Foto der Pariser Polizeidirektion, 1911

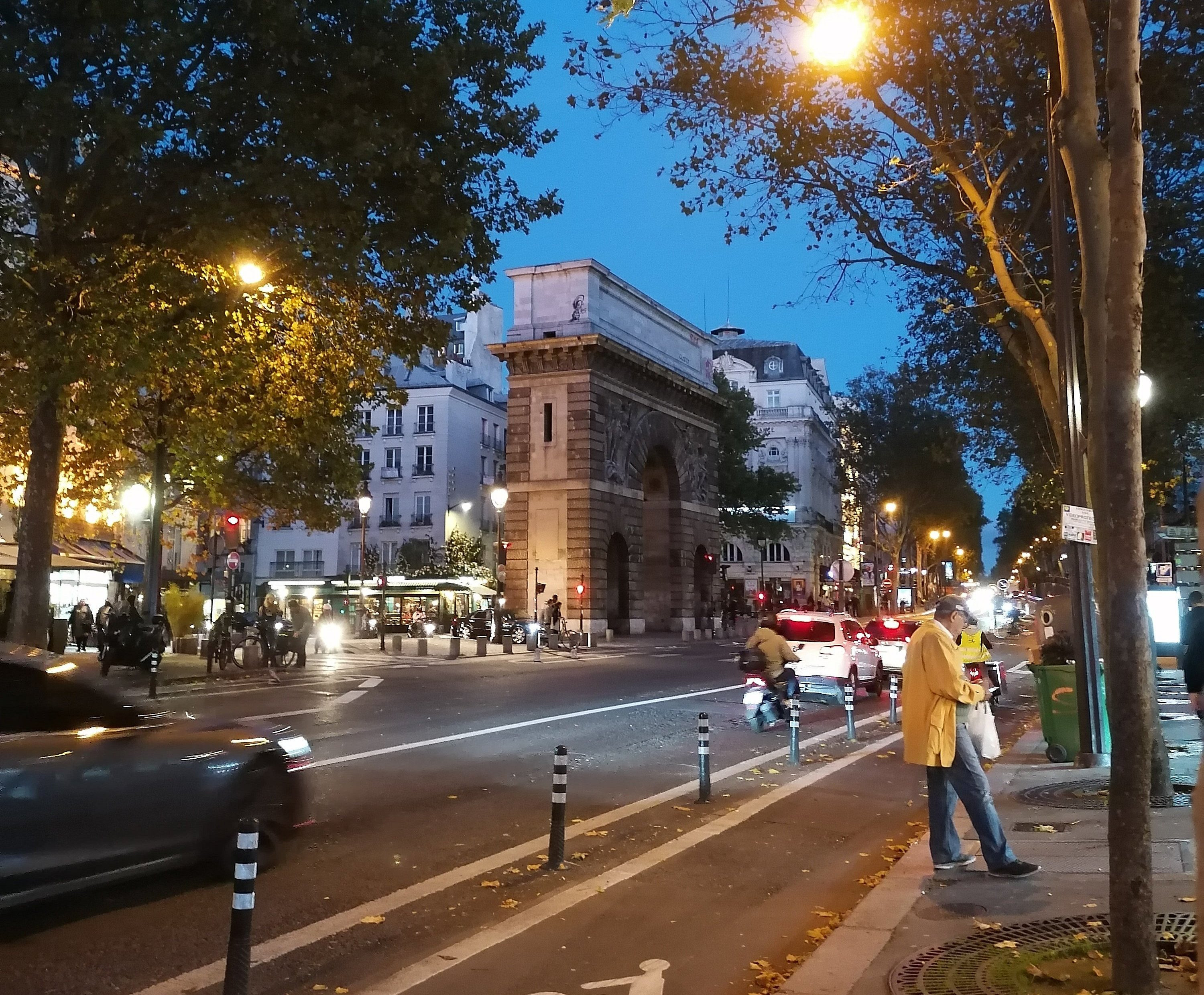
Porte Saint-Martin bei Nacht

Unmittelbarer in das Gefüge von Paris eingegliedert wurden die in seiner nördlich bis nordöstlichen Peripherie gelegenen Vorstädte durch den Bau einer neuen Stadtmauer – den ab Ende des 16. Jahrhunderts in Angriff genommenen Befestigungsanlagen Ludwigs XIII. Die zunehmende Einbeziehung in die Stadt führte zu einer baulichen Ausdifferenzierung innerhalb des heutigen 10. Arrondissements: Während der westliche Teil um die Faubourgs Saint-Denis und Saint-Martin durch ältere, oft kleinteilige Bebauung geprägt blieb sowie die Textilproduktion, die hier einen innerstädtischen Schwerpunkt hatte, erfuhr der östliche Teil im Zuge der Industrialisierung und städtischen Expansion eine andere, oft großflächigere Entwicklung.
Mit dem Bau des Canal Saint-Martin zu Beginn des 19. Jahrhunderts wurde ein bedeutendes Infrastrukturelement geschaffen, welches den Warentransport innerhalb der Stadt auf eine neue Grundlage stellte. Die Errichtung der Bahnhöfe Gare du Nord (1846) und Gare de l’Est (1849) verstärkte die Rolle des heutigen Bezirksgebiets als Verkehrsknotenpunkt sowie wirtschaftliches Zentrum. Die Nähe zu den Bahnhöfen machte das Viertel zu einem Anziehungspunkt für Händler, Handwerker sowie industrielle Betriebe, die sich vor allem entlang des Kanals niederließen.
Eine deutliche Strukturierung erfuhr das Gebiet auch im Zug der Haussmann’schen Stadterneuerungsmaßnahmen. Zu einer neuen zentralen Achse avancierte der Boulevard de Strasbourg – die Verlängerung des zwischen Rue Saint-Denis / Rue de Faubourg Saint-Denis und Rue Saint-Martin / Rue de Faubourg Saint-Martin gebauten Boulevard de Sébastopol. Eine weitere neue Durchstich-Straße war der Boulevard de Magenta. Er führte westlich an den beiden Bahnhöfen vorbei und auf den Place de la Republique zu – ein markanter Platz, auf dem früher die Porte du Temple stand und dem 1882 seine heutige Bedeutung zugewiesen wurde.
Der Bau der Thiersschen Stadtbefestigung 1840–44 sowie die neuen Pariser Stadtgrenzen von 1860 brachten den Prozess der Integration ins Stadtgefüge zum Abschluss. Das neugegründete 10. Arrondissement wurde zusammengesetzt aus Teilen des alten Montmartre-Bezirks sowie Teilen der alten Bezirke Porte Saint-Denis und Porte Saint-Martin. Die Südflanke des neuen Bezirks bildete nunmehr der östliche Teil der unter Ludwig XIV. errichteten Grands Boulevards mit den beiden Pforten Saint-Denis und Saint-Martin sowie deren Verlängerung nach Osten, die Rue du Faubourg du Temple. Im Norden grenzte der neue Bezirk an die neugeschaffenen Bezirke Montmartre und La Villette.
Industrialisierung und Urbanisierung prägten das optische Erscheinungsbild einiger Straßenzüge stark. Die Verkehrsführung des Boulevard de la Chapelle am nördlichen Bezirksrand wurde durch die – hier als Hochbahn geführte – Linienführung der Métrolinie 2 in zwei Hälften aufgeteilt. Das spektakuläre Métro-Unglück im Bahnhof von Couronnes 1903 mit 84 Toten ereignete sich zwar im benachbarten 11. Arrondissement. Initiierender Vorfall war allerdings ein Kabel-Schwelbrand auf dem Terrain der Station Boulevard Barbès (heute: Barbès – Rochechouart). Die nur wenige Jahre nach Inbetriebnahme der Pariser Metro stattfindende Katastrophe führte in der Folge zu einigen technischen Modifikationen, in deren Zug die Stromversorgung der einzelnen Métro-Züge dezentraler gestaltet wurde.
Im 20. Jahrhundert erlebte das Arrondissement-Gebiet eine anhaltende Zuwanderung. Die Nähe zu den Bahnhöfen machte es zu einem Ankunftsort für Migranten – zunächst aus anderen Teilen Frankreichs und später aus Nordafrika, Subsahara-Afrika sowie anderen Regionen. Diese Entwicklung führte zu einer stark durchmischten Bevölkerung, insbesondere in den westlichen Teilen des Arrondissements rund um den Boulevard de Magenta und die Métro-Station Barbès-Rochechouart. Während sich das Gebiet um den Canal Saint-Martin zu einem geschäftigen und wohlhabenden Quartier entwickelte, blieben die Viertel um die beiden Faubourg-Straßen im Westen ein bunter Schmelztiegel von Arbeitern, Einwanderern und kleinen Gewerbetreibenden.
Im Zweiten Weltkrieg war das Viertel stark betroffen – viele jüdische Bewohner, die vor allem in der Gegend um die Bahnhöfe lebten, wurden deportiert. Als Verlängerung des Marais in nördliche Richtung war das 3. Arrondissement einer jener Pariser Bezirke, die von den Judendeportationen der NS-Besatzung besonders in Mitleidenschaft bezogen wurden. Die innerbezirkliche Ausdifferenzierung setzte sich in der zweiten Hälfte des 20. Jahrhunderts fort. Während die Umgebung des Canal Saint-Martin durch Gentrifizierung, kreative Milieus und eine neue Gastronomieszene eine Aufwertung erfuhr, geriet der westliche Teil um die Rue du Faubourg Saint-Denis und Rue du Faubourg Saint-Martin zunehmend in den Hintergrund.
Besonders der obere Teil der Rue du Faubourg Saint-Denis wird oft mit baulichen Problemen, versteckter Prostitution und urbaner Vernachlässigung in Verbindung gebracht. Das auch unter der Bezeichnung „Little India“ bekannte Viertel entwickelte sich zu einem Zentrum für südasiatische Communities. Die Passage Brady etwa ist bekannt für ihre indischen und pakistanischen Restaurants, die Passage du Prado für ihre Mischung aus afrikanischen und nahöstlichen Geschäften. Der zwischenzeitlich weitgehend abgerissene Komplex des Frauengefängnisses Saint-Lazare steht in Resten unter Denkmalschutz und beherbergt mittlerweile die Médiathèque Françoise-Sagan.

## Viertel im 10. Arrondissement
Das 10. Arrondissement besteht aus den folgenden vier Stadtvierteln:
- Quartier Saint-Vincent-de-Paul
- Quartier de la Porte-Saint-Denis
- Quartier de la Porte-Saint-Martin
- Quartier de l’Hôpital Saint-Louis

Nach der offiziellen Zählung der Pariser Stadtviertel handelt es sich dabei um die Quartiers 37 bis 40.

Sehenswürdigkeiten, markante Punkte und Plätze
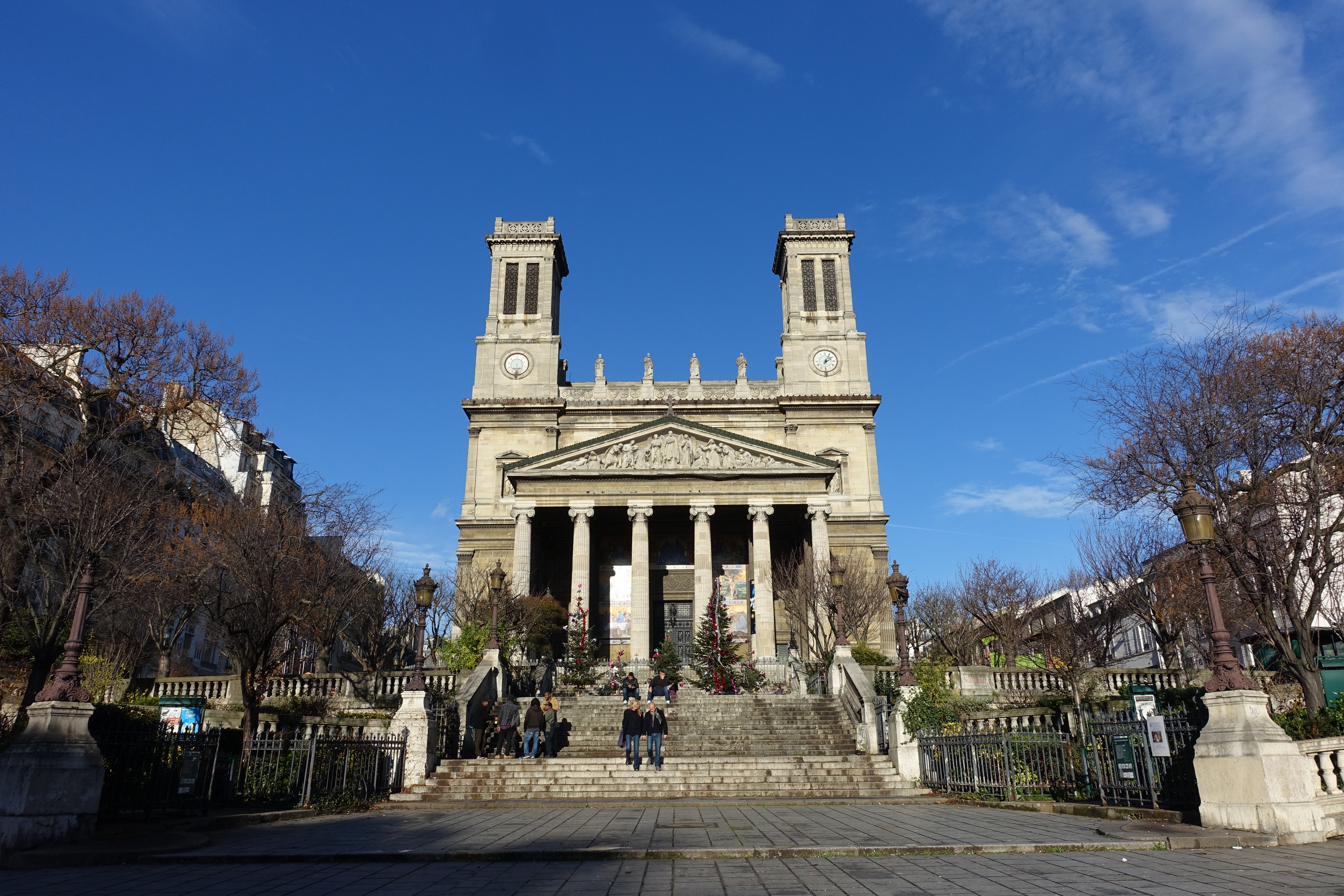
Kirche Saint-Vincent-de-Paul
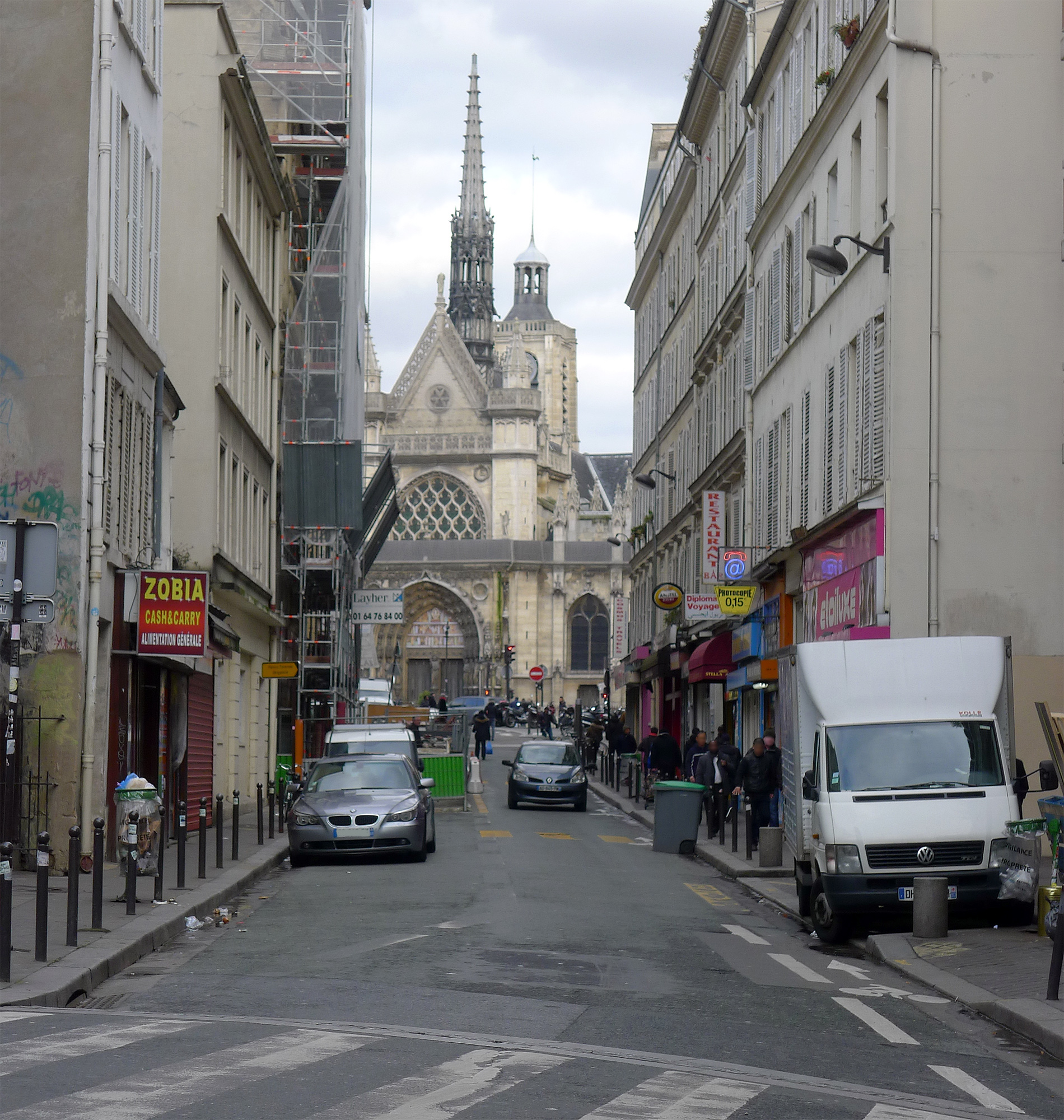
Kirche Saint-Laurent
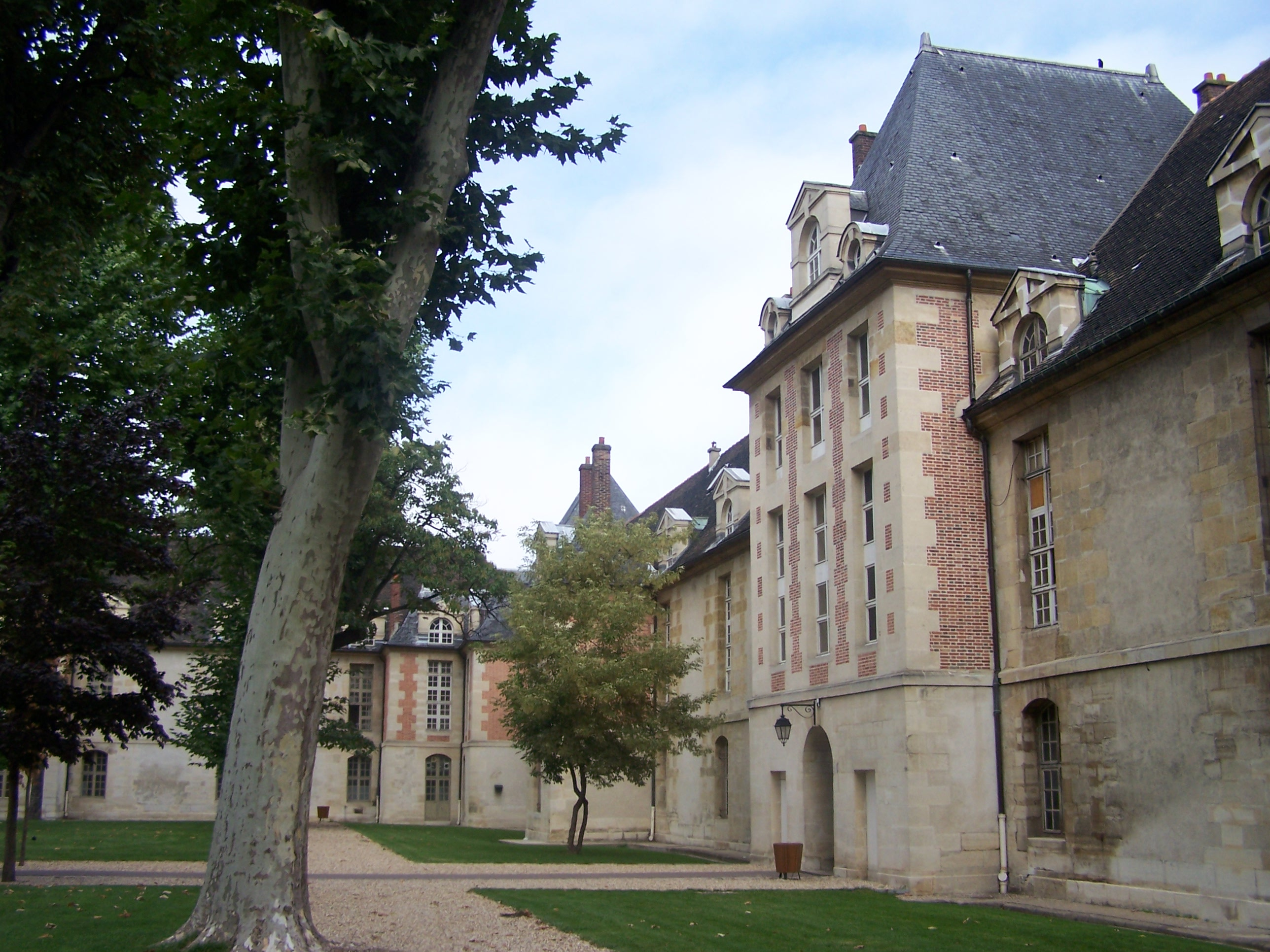
Hôpital Saint-Louis
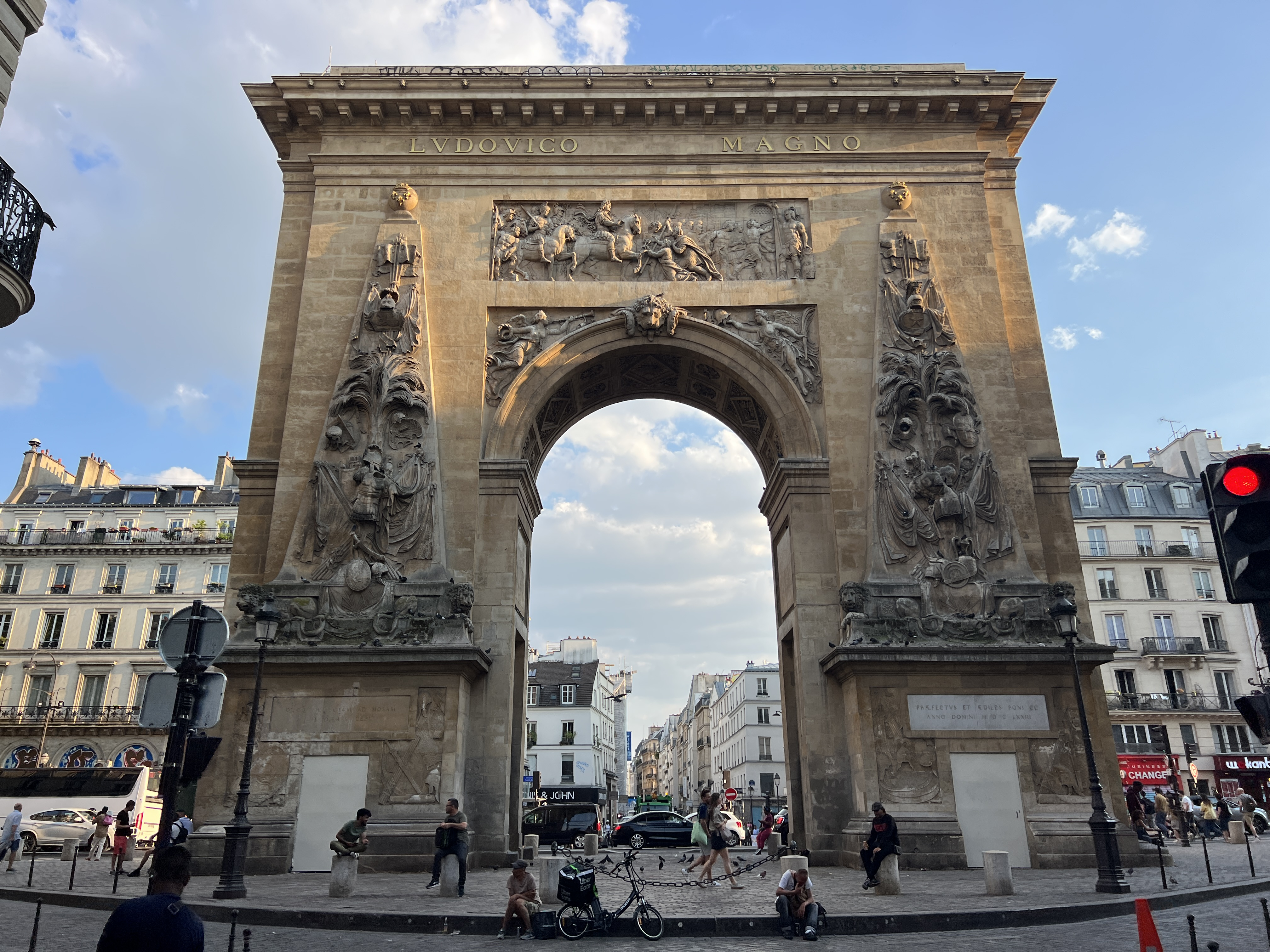
Porte Saint-Denis
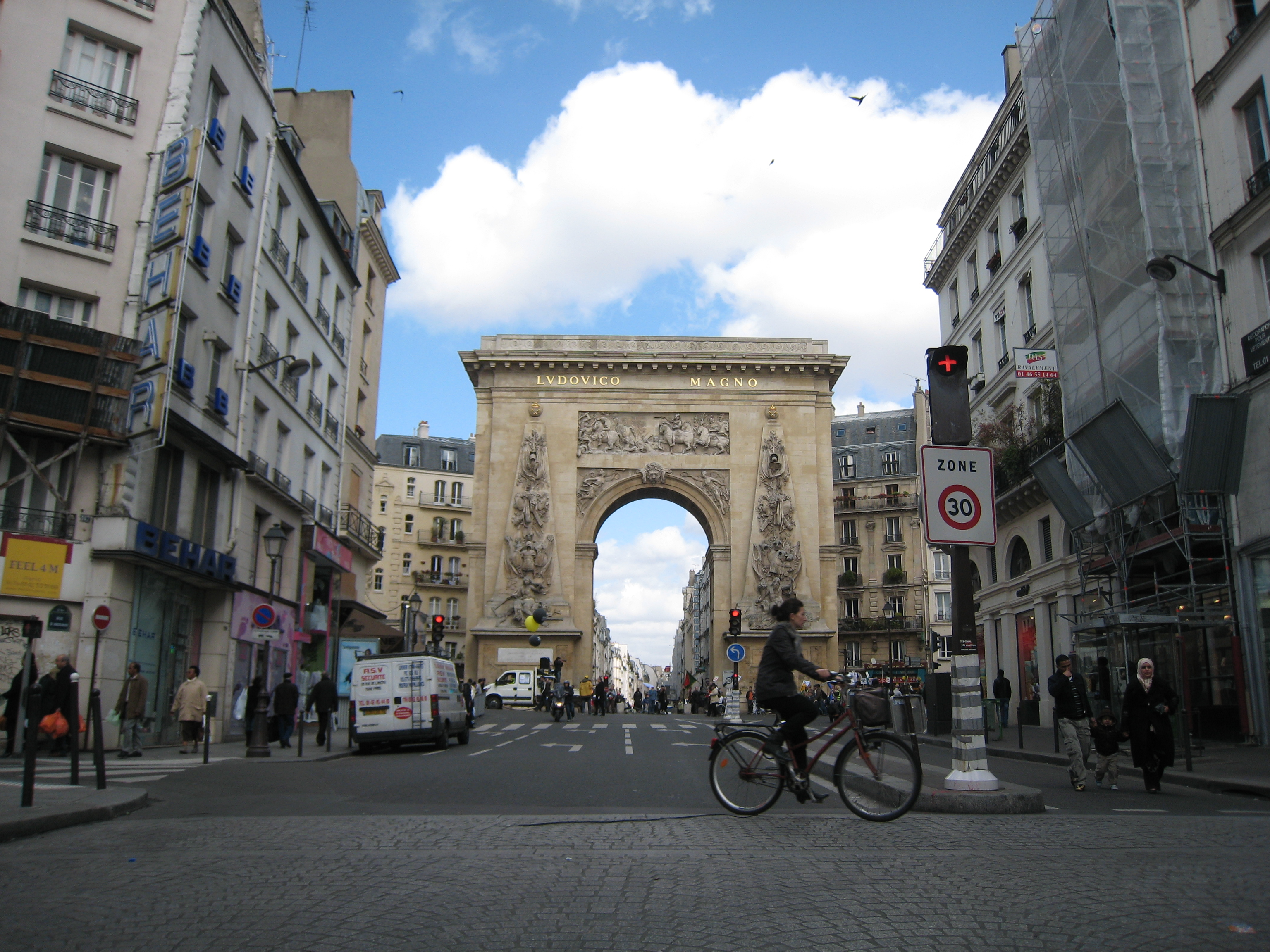
Porte Saint-Martin
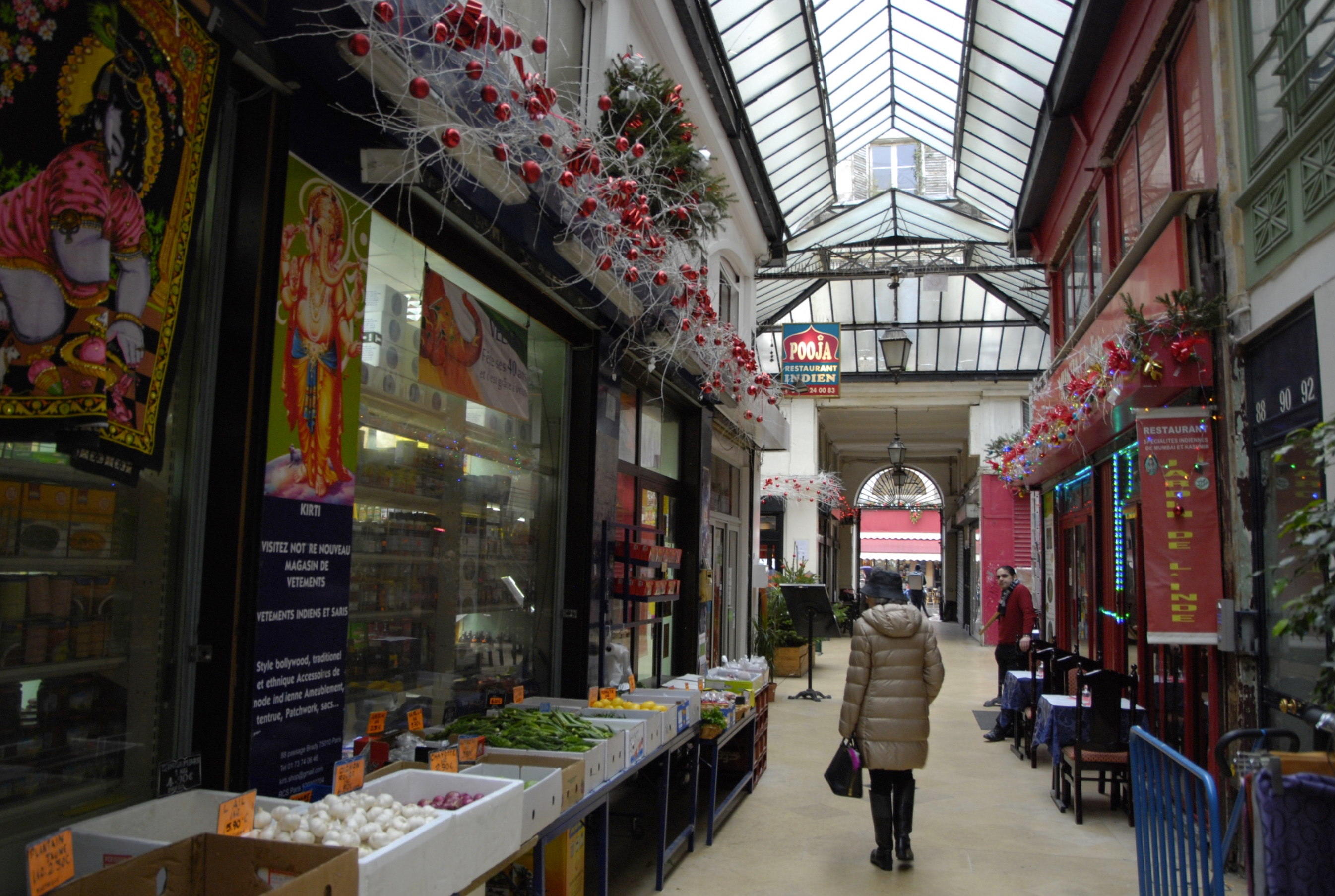
Passage Brady
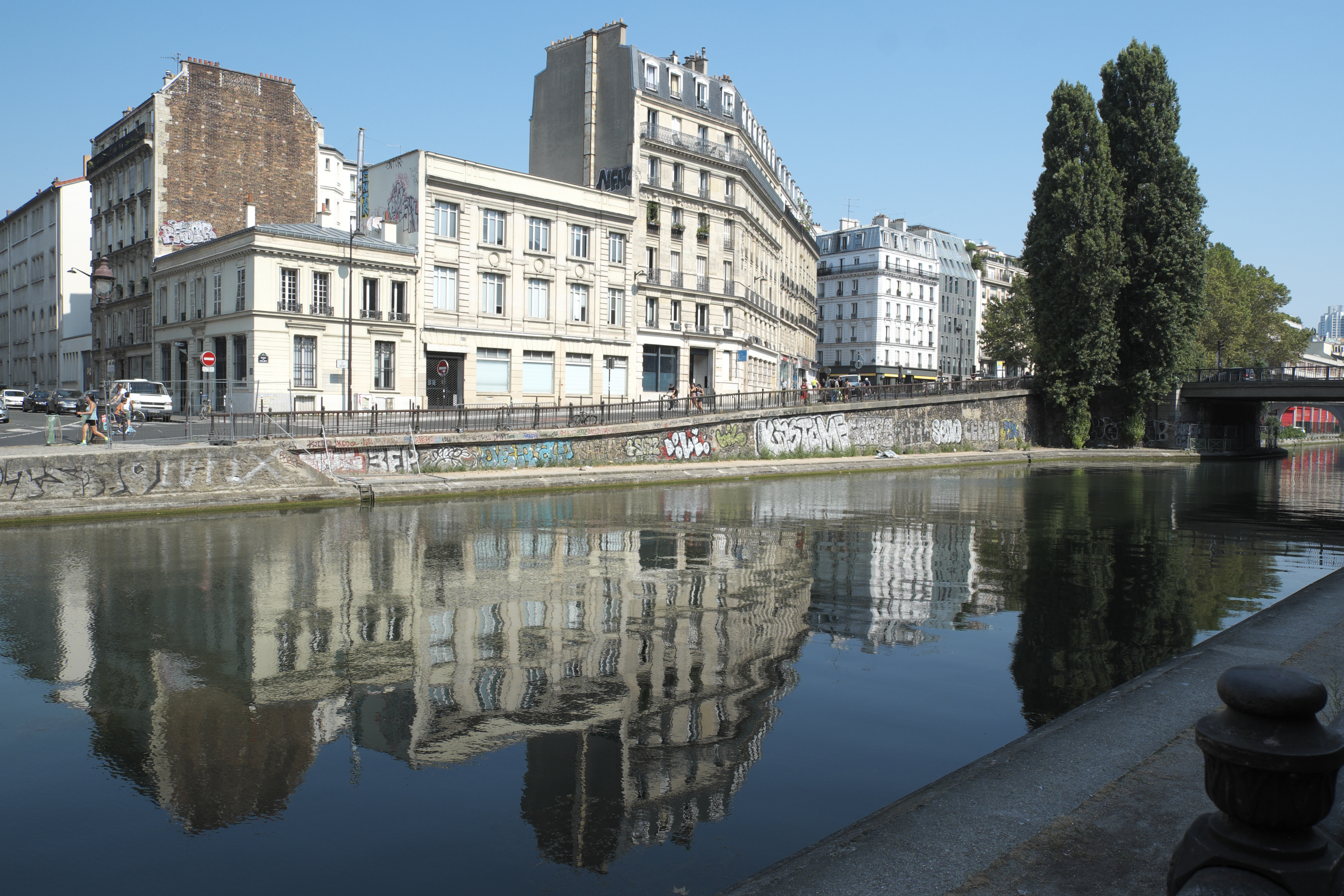
Canal Saint-Martin
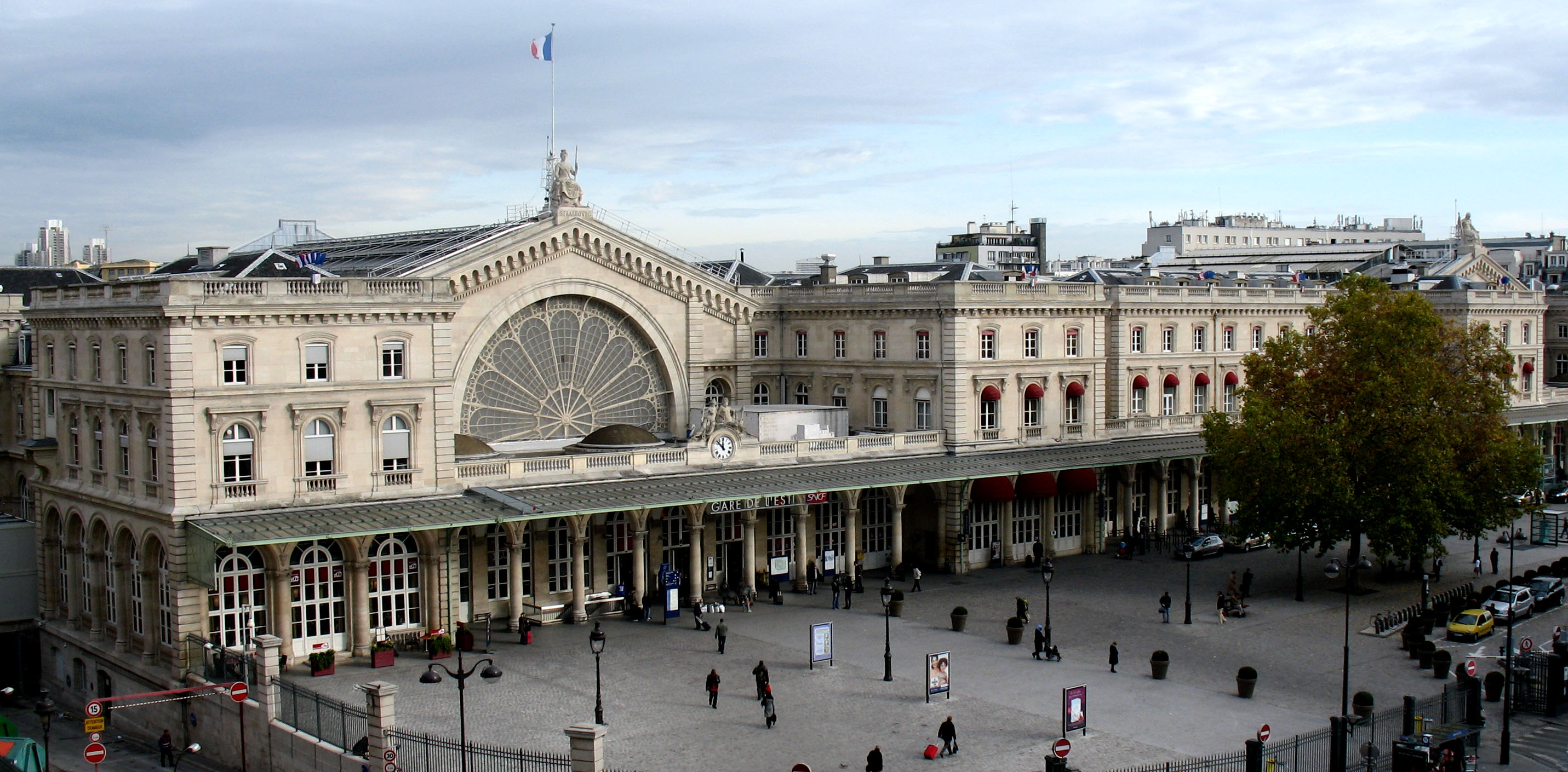
Gare de l'Est
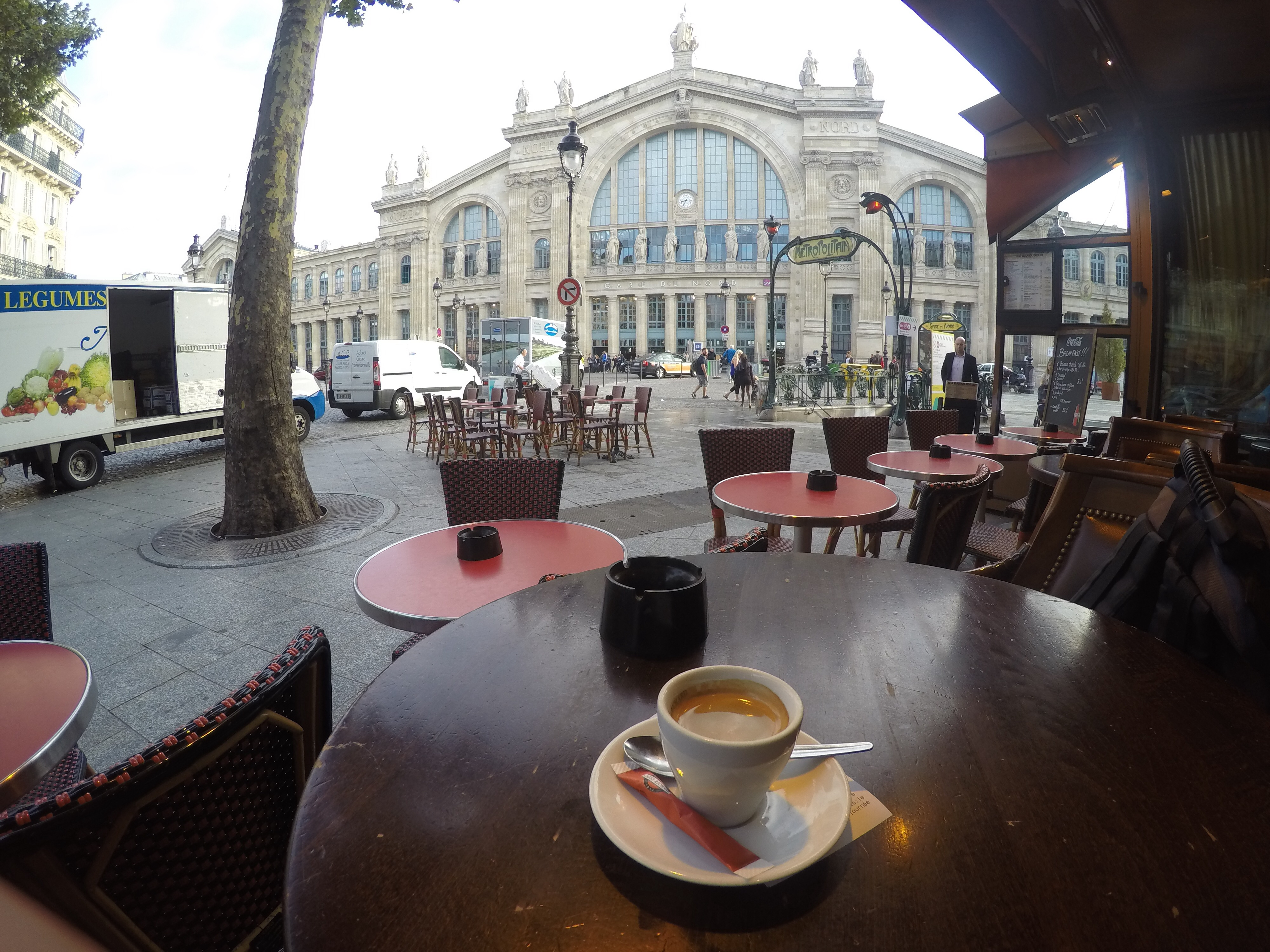
Gare du Nord
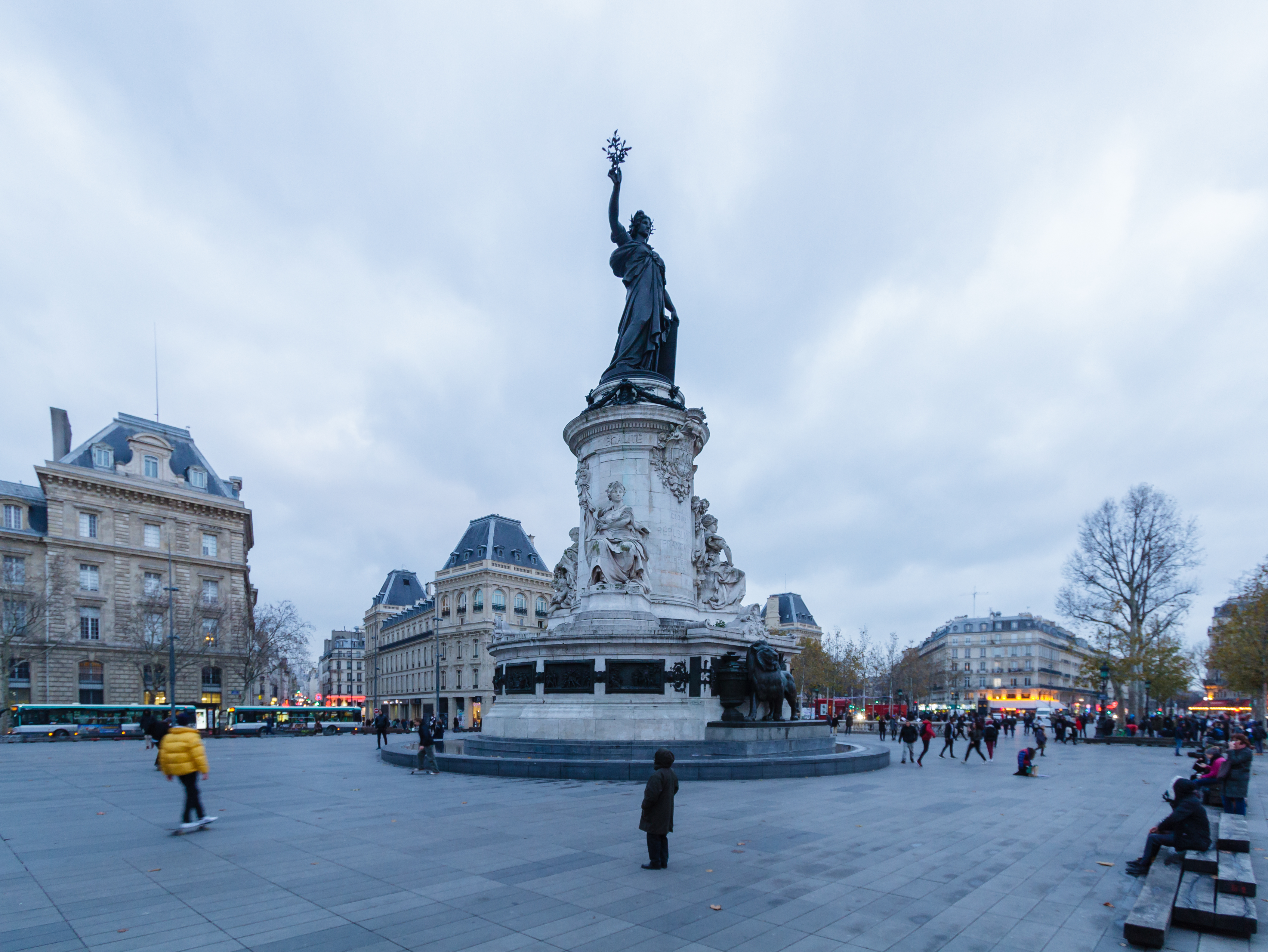
Place de la République

## Bevölkerung und Verwaltung

### Demografische Entwicklung
Den Zahlen des Statistik-Portals citypopulation.de von 2021 zufolge leben in dem 2,89 Quadratkilometer großen Arrondissement 83.543 Einwohner. Das entspricht einer Bevölkerungsdichte von 28.908 Personen pro Quadratkilometer. Die Bevölkerungsabnahme zwischen 2015 und 2022 lag mit −1,6 % im für Paris durchschnittlichen Bereich. 41.684 der aufgeführten Bewohner waren männlich, 41.859 weiblich, 13.555 jünger als 18 Jahre, 59.059 zwischen 18 und 65 und 11.158 über 65 Jahre. Die französische Staatsbürgerschaft besaßen 71.370, eine andere 12.173. Als Nichtimmigranten führte die Statistik 66.664 Bewohner auf, als Immigranten 16.679.
Die Einwohnerentwicklung ist – wie bei der überwiegenden Mehrzahl der Pariser Arrondissements – von einer deutlichen Zunahme im letzten Viertel des 19. Jahrhunderts, einem Plateau bis in die 1960er Jahre sowie einem deutlichen Rückgang seither geprägt – auch wenn letzterer nicht so deutlich ausfällt wie in einigen bürgerlich geprägten Arrondissements. Der Anstieg vom Zeitpunkt der Eingemeindung bis zur Belle Epoque vollzog sich rasant (113.571 im Jahr 1861; Allzeit-Zenit 159.809 im Jahr 1881). Von 151.161 im Jahr 1911 sank der Einwohnerbestand dann ab bis zu 113.372 im Jahr 1968, und von da an auf 89.612 im Jahr 1999. Seit Mitte der 2010er-Jahre hat sich die Rückläufigkeit – siehe letzter Abschnitt – auf einen Durchschnittswert von −1,6 % eingepegelt.
Bei der Bevölkerungsverteilung rangieren die vier Quartiere des Arrondissements grob gleichwertig. Mit 26.940 Einwohnern ist die Einwohneranzahl des Quartier l’Hôpital Saint-Louis zwar deutlich die höchste. Allerdings korrespondiert sie mit der größten nicht durch Bahnanlagen beeinträchtigten Nutzfläche. Die Quartierszahlen im Überblick:
- Saint-Vincent-de-Paul: 20.216 Einwohner
- Porte-Saint-Denis: 15.116 Einwohner
- Porte-Saint-Martin: 21.267 Einwohner
- l’Hôpital Saint-Louis: 26.940 Einwohner

### Rathaus und Bürgermeisteramt
Das Rathaus des 10. Arrondissements befindet sich in 72 rue du Faubourg Saint-Martin. Bürgermeisterin ist seit 2017 die Sozialistin Alexandra Cordebard.

## Sehenswürdigkeiten

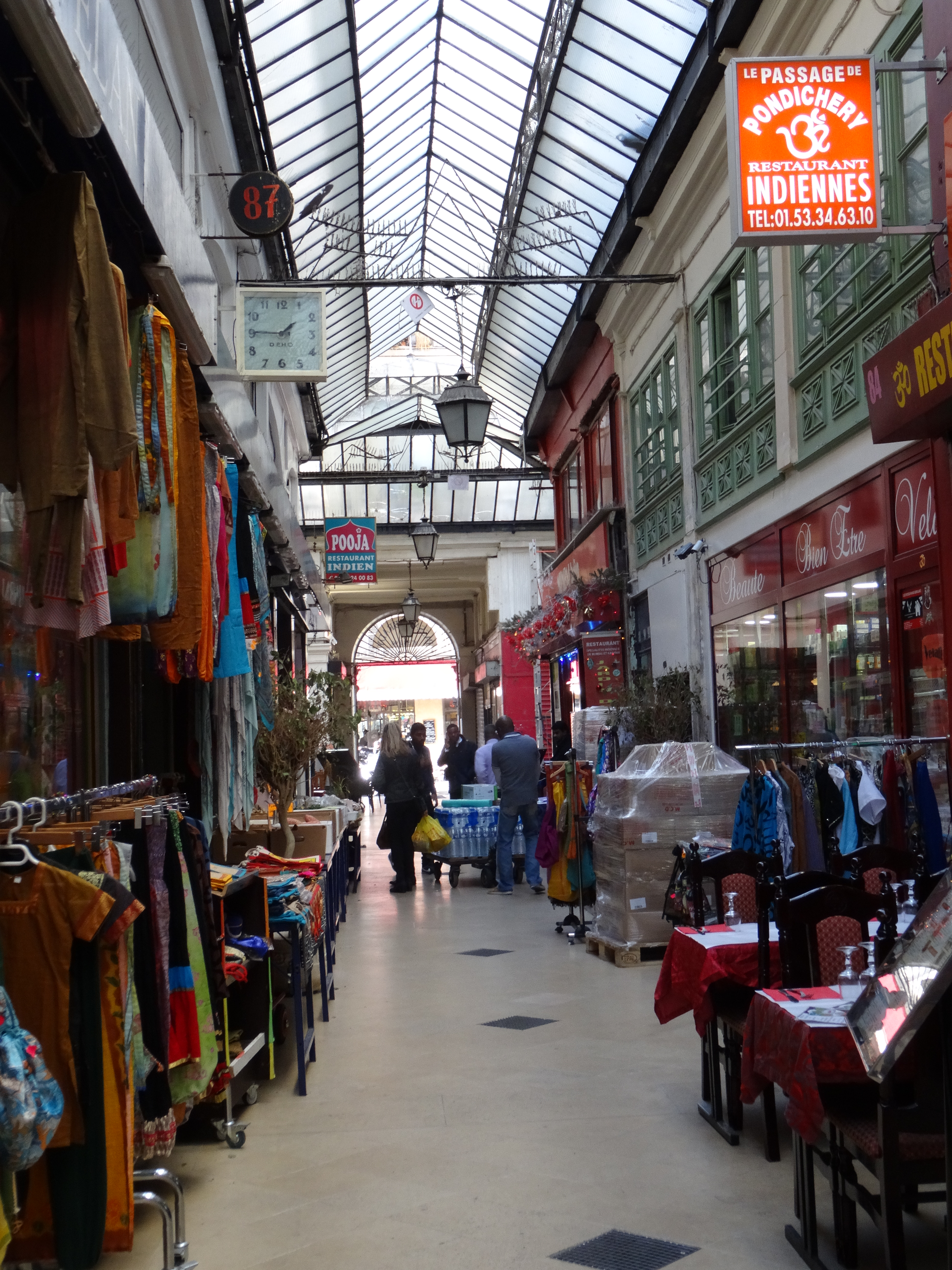
Passage Brady

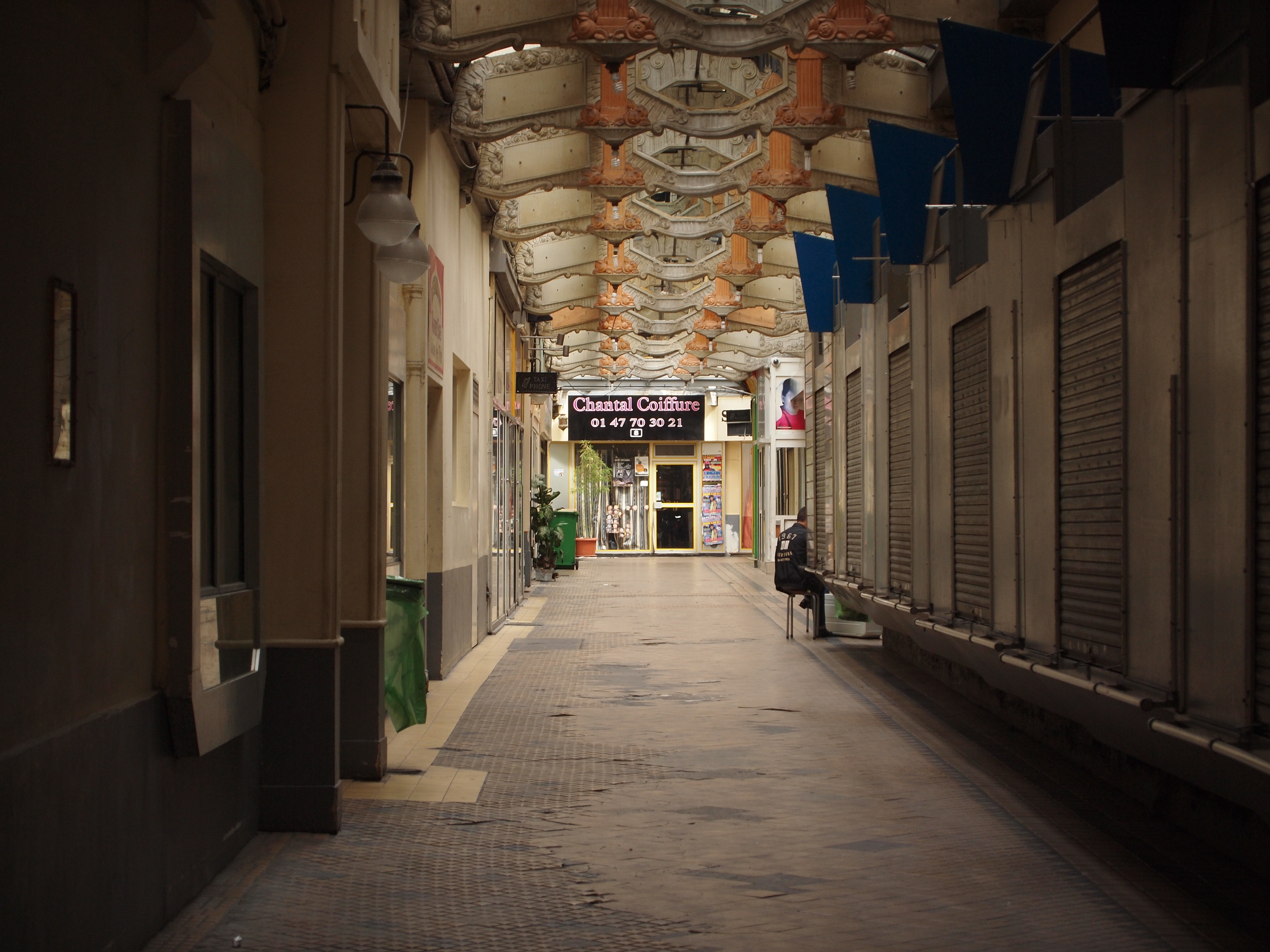
Passage du Prado

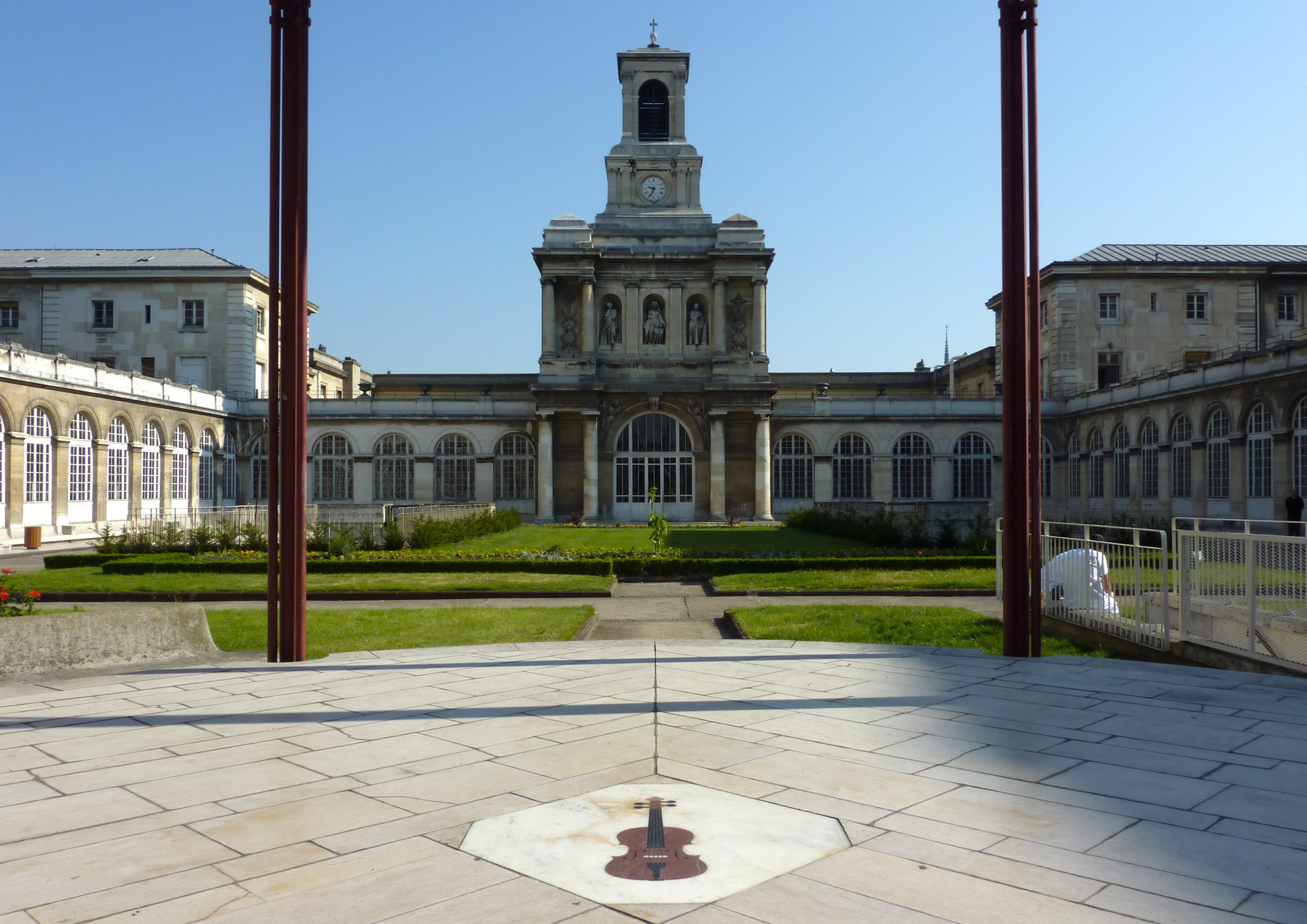
Hôpital Lariboisière

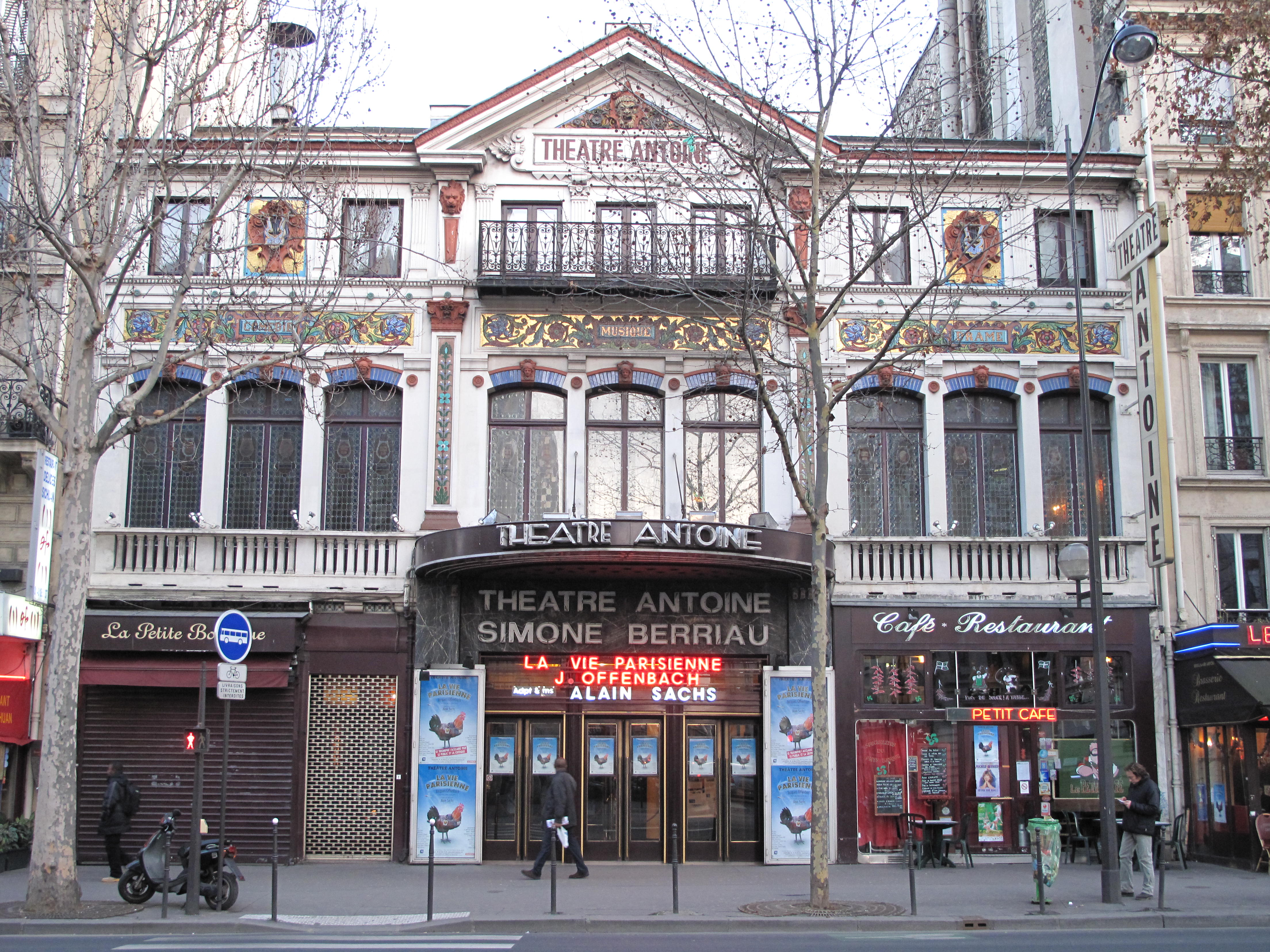
Theatre Antoine

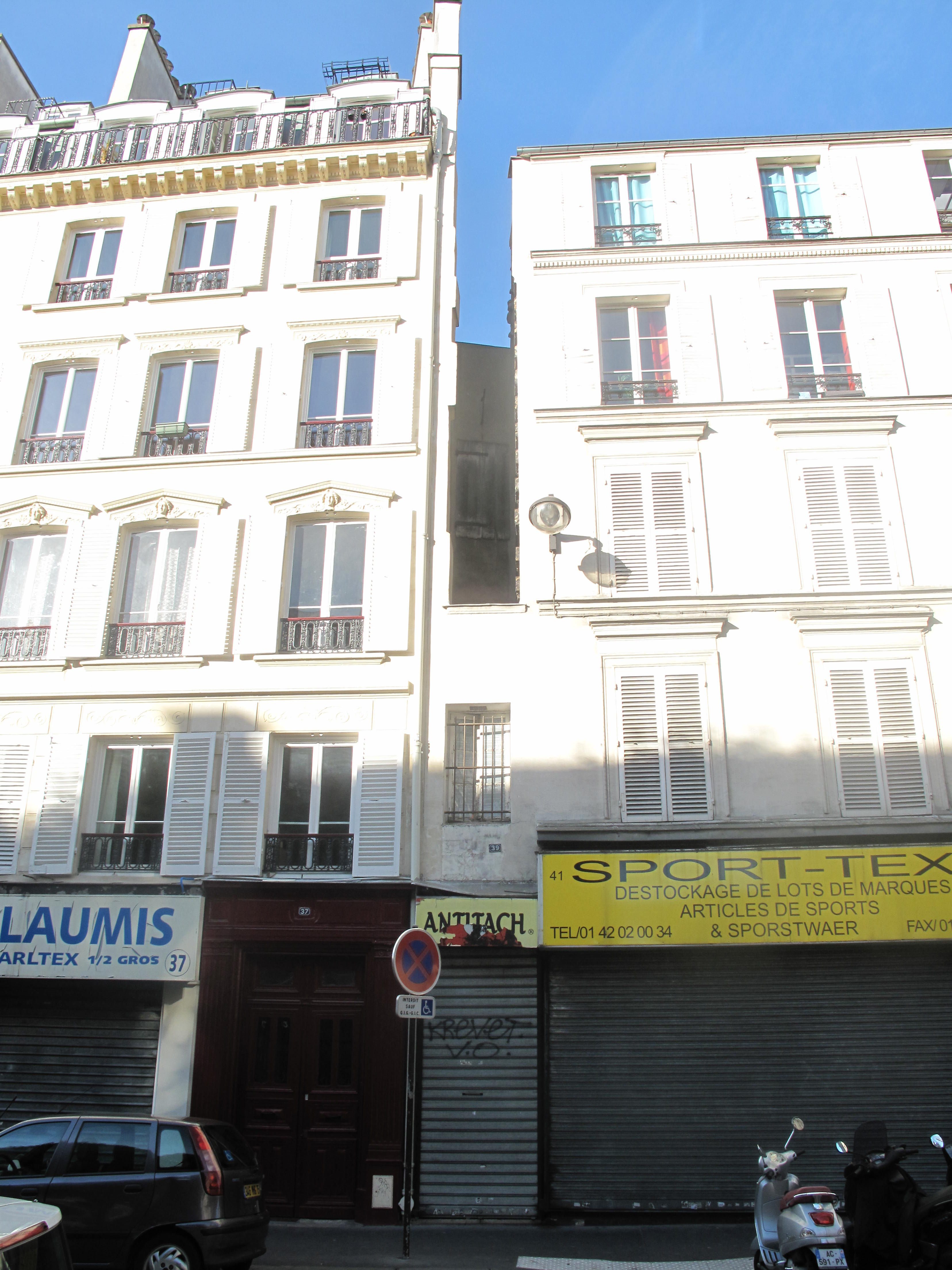
Kleinstes Haus von Paris

- Kirche St. Vincent-de-Paul (Kirche von Vinzenz von Paul)
- Kirche Saint-Laurent
- Canal Saint-Martin
- Porte Saint-Denis
- Porte Saint-Martin
- ehemaliges Rekollektenkloster Couvent des Récollets
- Passage Brady (überdachte Passage)
- Passage du Prado (überdachte Passage)
- Théâtre Antoine – Simone-Berria
- Kleinstes Haus von Paris

## Infrastruktur
- Gare de l’Est
- Gare du Nord
- Hôpital Saint-Louis
- Hôpital Lariboisière
- Hôpital Fernand-Widal
- Hôpital Saint-Lazare
- Prison Saint-Lazare (Gefängnis Saint-Lazare, mittlerweile geschlossen)

## Brücken über den Canal Saint-Martin
- Pont de la rue Louis-Blanc
- Passerelle Bichat
- Pont tournant de la Grange-aux-Belles
- Passerelle Richerand
- Passerelle Alibert
- Pont tournant de la rue Dieu
- Passerelle des Douanes

## Wichtige Straßen
- Place de la République
- Boulevard de Magenta
- Boulevard de la Chapelle
- Boulevard Saint-Martin
- Boulevard Saint-Denis
- Boulevard de Strasbourg

## Berühmte Einwohner
- Der Maler Jean-Baptiste Camille Corot hatte sein Atelier in der rue de Paradis 58 und wohnte in Nummer 56 der rue du Faubourg Poissonnière.
- Vinzenz von Paul wohnte im Haus Saint-Lazare (107 rue du Faubourg-Saint-Denis) im Jahre 1632, dort gründete er die Congrégation de la Mission, wo er predigte und im Jahre 1660 starb.
- Louis Antoine Fauvelet de Bourrienne, Privatsekretär von Napoleon Bonaparte, wohnte in der rue d’Hauteville.
- Der Schriftsteller Rémy de Gourmont wohnte zwischen 1880 und 1887 in 41 rue d’Hauteville.
- Der Maler Eduard Clemens Fechner wohnte bis zu seinem Tode 1861 in der 92 rue d’Hauteville.

## Literarische Bedeutung
Der Nestor-Burma-Roman M’as-tu vu en cadavre? (dt. Wie steht mir Tod?) von Léo Malet spielt im 10. Arrondissement.